# 汪盛玉
汪盛玉（1970年—），江西彭泽人，中共党员，安徽师范大学教授。

## 生平
1993年毕业于芜湖师范专科学校（2005年并入安徽师范大学）政史专业，1997年于安徽师范大学获法学学士学位，2002年于安徽师范大学获硕士学位，2010年于安徽师范大学获博士学位。现任安徽师范大学马克思主义学院副院长、教授、博士生导师。

## 学术贡献
主要从事马克思主义理论教育教学工作。主持国家社科基金等项目多项，发表学术论文70余篇。教学研究成果曾获安徽省教学成果奖一等奖、安徽省社会科学奖一等奖、教育部高等学校科学研究优秀成果奖（人文社会科学）二等奖。

## 荣誉
曾获全国高校思想政治理论课教学能手、安徽省高校思想政治理论课影响力人物、安徽省三八红旗手、安徽省三八红旗手标兵等荣誉称号。

## 著作
- 《马克思社会公正思想论》（2014年，安徽师范大学出版社）
- 《国家治理现代化与人的发展》（参编）（2018年，安徽师范大学出版社）